# Један дан живота
Један дан живота је Макси сингл албум који је Лепа Брена снимила у сарадњи са Мирославом Илићем. Албум је издат за ПГП РТБ 27. маја 1985. године.

## О албуму
За сарадњу Лепе Брене и Мирослава Илића, најзаслужнији је Бренин менаџер Рака Ђокић, који је у то време постао менаџер и Мирослава Илића. Све песме са албума су постале велики хитови. Брена и Мирослав су у лето 1985. заједно кренули на стадионску турнеју по Југославији, у сврху промоције њиховог албума.

## Списак песама
На албуму се налазе следеће песме:
| Бр. | Назив               | Текст                 | Музика                | Аранжман              | Трајање |
| --- | ------------------- | --------------------- | --------------------- | --------------------- | ------- |
| 1.  | Један дан живота    | Мира Тимић            | Милутин Поповић Захар | Милутин Поповић Захар | 03:31   |
| 2.  | Причали су, причали | Милутин Поповић Захар | Саша Поповић          | Саша Поповић          | 03:07   |
| 3.  | Живела Југославија  | Милутин Поповић Захар | Милутин Поповић Захар | Милутин Поповић Захар | 03:12   |
| 4.  | Волимо се из ината  | Мира Тимић            | Милутин Поповић Захар | Милутин Поповић Захар | 02:52   |

## Продаја
| Држава          | Највиша позиција на листи | Сертификација  | Продаја  |
| --------------- | ------------------------- | -------------- | -------- |
| СФР Југославија | 1                         | 3x Дијамантски | 800,000+ |

## Информације о албуму
- Дизајн: Иван Ћулум
- Уредник: Станко Терзић
- Музички инжењер: Драган Вукићевић
- Извршни продуцент: Рака Ђокић
- Клавијатура: Лаза Ристовски
- Оркестар: Слатки грех
- Продуцент: Саша Поповић, Милутин Поповић Захар
- Фото: Иван Мојашевић